# Галатски говор
Галатският говор е български диалект, представител на преходните балкански говори. Говори се предимно в помашките села в Тетевенско и Луковитско: Галата, Градешница, Румянцево, Български извор и др. По своите характеристики е преходен между тетевенския, ловешкия и пирдопския диалект.

## Характеристики
- Застъпник на стб. ѣ е ‘а под ударение и твърда сричка и е пред мека сричка и без ударение: мл’àку (мляко), млèчẹн (млечен).
- Полуредукция на неударени a и e: фạнàлạ (хванала), врèмẹ (време)
- Пълна редукция на неударено о: душлò (дошло), млòгу (много)
- Фиксирани групи ръ и лъ: грънè (гърне), клъ̀цам (кълцам)
- Изпадане на съгласната х в началото на думата, както и между две гласни: л’ап (хляб), àпвạ (хапва), викнъ̀ạ (викнаха).
- Преход х⇒й в края на думите, както и пред съгласна: грай (грах), вид’àй (видях), пъ̀йнẹ (пъхне).